# Patagosaurus
Patagosaurus fariasi
Genre
Espèce
Patagosaurus est un genre éteint de dinosaures sauropodes  herbivores, appartenant au clade des eusauropodes. Autrefois, il était également rattaché à la famille des Cetiosauridae aujourd'hui considérée comme paraphylétique. Patagosaurus vivait au Jurassique moyen, il y a environ entre 169 et 163 Ma (millions d'années), au sud de l'Argentine.
Une seule espèce est rattachée au genre : Patagosaurus fariasi, décrite en 1979 par José Bonaparte.

## Étymologie
Le nom de genre Patagosaurus combine le début du mot « Patagonie », la région d'Argentine où il a été découvert, associé au grec ancien « saûros » qui signifie « lézard » pour donner « lézard de Patagonie ».

## Description
C'est l'un des sauropodes les plus anciens pour lequel les scientifiques possèdent des restes complets. Il mesurait 15 mètres de long, 7 mètres de haut et pesait environ 16 tonnes.
Son cou, très court pour un sauropode, était cependant beaucoup plus long que celui des dinosaures de tous les autres groupes. Il permettait sans doute à Patagosaurus d'attraper des feuilles ou des pousses à 5 ou 6 mètres de hauteur. D'après les os crâniens que l'on a retrouvés, son crâne était haut, mais pas très long, et les mâchoires pourvues de larges dents coupantes. Les narines étaient situées nettement plus en avant que chez la plupart des autres sauropodes.
Patagosaurus cohabitait avec le grand prédateur Piatnitzkysaurus. Les adultes, de par leur grande taille, résistaient probablement aux attaques de ce dernier. Les jeunes, par contre, étaient plus vulnérables.